# Nanoro
Nanoro ist sowohl eine Gemeinde (französisch commune rurale) als auch ein dasselbe Gebiet umfassendes Departement im westafrikanischen Staat Burkina Faso, in der Region Centre-Ouest und der Provinz Boulkiemdé. Die Gemeinde hat in 14 Dörfern und vier Sektoren des Hauptortes 33.291 Einwohner.